# Nguyễn Minh Chuyên
Nguyễn Minh Chuyên (ur. 9 listopada 1985 w Phan Thiết) – wietnamski piłkarz występujący na pozycji pomocnika w klubie Thành phố Hồ Chí Minh FC.

## Kariera piłkarska
Nguyễn Minh Chuyên jest wychowankiem klubu Bình Thuận FC. Przed sezonem 2005 odszedł do drużyny Thành phố Hồ Chí Minh FC. Obecnie jego zespół gra w II lidze wietnamskiej.
Zawodnik ten jest także reprezentantem Wietnamu. W drużynie narodowej zadebiutował w 2006 roku. Został również powołany na Puchar Azji 2007, gdzie jego drużyna odpadła w ćwierćfinale. On zaś rozegrał wszystkie spotkania: w grupie ze Zjednoczonymi Emiratami Arabskimi (2:0), Katarem (1:1) i Japonią (1:4) oraz w ćwierćfinale z Irakiem (0:2).